# Jamie Woodman (Eishockeyspieler)
James „Jamie“ Woodman (* 31. August 1994 in Kardinya) ist ein australischer Eishockeyspieler, der seit 2020 beim Blackhawks Ice Hockey Club in der IHWA Premier, einer unterklassigen australischen Eishockeyliga, spielt.

## Karriere
Jamie Woodman begann seine Karriere als Eishockeyspieler beim Blackhawks IHC in der Western Australian Super League (WASL). Daneben war er im Südhalbkugenwinter in Nordamerika aktiv, wo er von 2010 bis 2013 die Banff Hockey Academy besuchte und in der Spielzeit 2013/14 für die Palm Beach Hawks spielte. Seit 2014 spielt er bei Perth Thunder in der Australian Ice Hockey League. Daneben war er zunächst weiterhin für den Blackhawks IHC in der WASL und in der Saison 2015 auch für die Perth Sharks aus der Australian Junior Ice Hockey League aktiv. In den Spielzeiten 2016 und 2017 spielte er neben seinen Einsätzen bei Perth Thunder auch für den Whitehawks IHC in der WASL. Seit 2017 war er Mannschaftskapitän von Perth Thunder. 2018 und 2019 nahm er am All-Star-Game der AIHL teil. Zur Spielzeit 2020 schloss er sich dem Blackhawks Ice Hockey Club aus der IHWA Premier, einer unterklassigen australischen Eishockeyliga, an.

### International
Für Australien nahm Woodman im Juniorenbereich an der U18-Weltmeisterschaft der Division II 2012 sowie den U20-Weltmeisterschaften der Division II 2013 und 2014 teil.
Im Herrenbereich stand er erstmals bei der Weltmeisterschaft der Division II 2017 im Aufgebot seines Landes. Auch bei den Weltmeisterschaften 2018 und 2019 spielte er in der Division II.